# Seč (okres Chrudim)
Město Seč (německy Setsch) se nachází v okrese Chrudim v Pardubickém kraji. Žije zde přibližně 1 800 obyvatel. Na území města se nachází vodní nádrž Seč, vybudovaná na řece Chrudimce.

## Historie
První písemná zmínka o obci pochází z roku 1318. V roce 1499 byla Seč jmenována jako městečko. Na město byla povýšena v roce 1853. O status města přišla v roce 1954 a znovu jej získala 12. dubna 2007.

### Československý pionýrský tábor
V roce 1940 bylo v Seči povoleno vyučování na měšťanské škole, výuka ale z nedostatku prostor probíhala v objektech obecné školy, ve farní budově a také na radnici. Obnova prvorepublikových plánů výstavby nové budovy se začala prosazovat až po ukončení druhé světové války (1940-1948 měšťanská škola, 1948-1953 Střední škola Seč, jednoroční kurzy). K výstavbě nakonec došlo ve spojitosti s plány PO ČSM a ministerstva školství, které se rozhodlo podle vzoru sovětského Všesvazového pionýrského tábora V. I. Lenina - «Artěk» zřídit u Sečské přehrady obdobné pionýrské zařízení. Dne 12. července 1953 byla otevřena budova Československého pionýrského tábora s ubytovacím zařízením, jejíž prostory využívala střední škola dopoledne a odpoledne sloužila pionýrské organizaci.
V roce 1972 byl Československý pionýrský tábor přeměněn na Institut PO SSM pro výchovu a vzdělávání pionýrských pracovníků. V roce 1982 byla funkce vzdělávacího pionýrského institutu nahrazena zřízením Ústřední politické školy SSM (dále ÚPŠ SSM) Seč. Postupně zde vzniklo velké vzdělávací centrum pro přípravu svazáckých kádrů, v socialistické ekonomii nazývané „hospodářským zařízením”. Na základě zákona č. 497/1990 Sb., o navrácení majetku SSM lidu ČSFR, měl hospodářské „Rekreačně vzdělávací zařízení dětí a mládeže” (bývalého ÚPŠ SSM) převzít za stát zmocněnec. Z Rekreačně vzdělávacího zařízení dětí a mládeže vznikla dne 31. 12. 1992 a. s. JUNIOR centrum. Akciová společnost o jednom akcionáři pak přešla v roce 2006 do likvidace a v roce 2017 byla z obchodního rejstříku vymazána.

### Navrácení majetku bývalé školy obci
Po sametové revoluci vznesla obec Seč nárok na navrácení objektu bývalé školy - konkrétně na křídla «A-F» budovy čp. 197. K 15. červnu 1990 předseda ÚV SSM Martin Ulčák slíbil, že hospodářská smlouva k bezúplatnému převodu prostor v objektu čp. 197 (konkrétně v pavilonech «D-E-F» a uvolnění přízemí ve stávající ZŠ pro 1.-4. ročník) je připravena a nic jí nebrání v cestě. Dne 10. dubna 1990 obdrželo Občanské fórum Seč odpověď ministryně Květoslavy Kořínkové, že na podkladě přiložených dokumentů bylo zjištěno, že škola a internát (křídla «A-F») byly původně stavěny pro účely národní a měšťanské školy v Seči a že záležitost bezplatného převodu křídel «A-F» bude v závislosti na jednáních FKC SM (který měl na starosti majetková vypořádání bývalého SSM) a ministerstva školství, mládeže a tělovýchovy řešena přednostně. Rozhodnutí FKC SM mělo padnout 30. dubna 1990.
Pavilony «D» a «E» (bývalé SPgŠ) obdržela obec celkem bez problémů. S nově vzniklým hospodářským zařízením RVZ byl dohodnut harmonogram dalšího bezúplatného převodu pavilonů «C» (s mikrofišovou linkou pro fotomechanické zmenšování kopií dokumentů) a «F» (tiskárna), sporné ale začalo být bezúplatné převedení křídel «A» a «B», na které si obec činila nárok od úplného počátku. Do celého procesu zasáhla privatizace hospodářských zařízení bývalého SSM. V roce 1993 vznikla státní akciová společnost Junior centrum, která o bezúplatném předání křídel «A», «B», «C», «F» už nechtěla slyšet, natož o předání křídel «A» a «B». V roce 2004 „Fond dětí a mládeže v likvidaci” bezúplatné převedení majetku nedoporučil z důvodů, které uvedl v příloze č. 14 k části III/3 sněmovního tisku 734.
Na základě zákona č. 153/2009 Sb. byl od 1. 7. 2009 příslušný hospodařit s majetkem po Fondu dětí a mládeže v likvidaci Úřad pro zastupování státu ve věcech majetkových (kromě majetkových účastí v obchodních společnostech Stavocentral a.s., AGM a.s., JUNIOR centrum a.s., JUNIA s.r.o). V příslušnosti Ministerstva financí tak zůstaly jen majetkové účasti v předmětných obchodních společnostech. Převod objektu základní školy v areálu Junior centra byl připraven k realizaci, ale město celý proces zkomplikovalo podáním žaloby k soudu. V průběhu soudního jednání nemohlo Ministerstvo financí s majetkem nakládat. Ministerstvo financí v rámci hospodárného přístupu část majetku pronajalo. Generální ředitel „Úřadu pro zastupování státu ve věcech majetkových” M. Vaněk přislíbil, že pokud město stáhne žalobu, tak předmětné pozemky bezúplatně převede na město Seč. Bezúplatné převedení všech křídel «A-F» na obec Seč se nezdařilo. Jedno křídlo je stále v majetku státu, část odkoupilo ve veřejné soutěži Sanatorium Topas, v majetku obce se nachází objekt na pozemku p. č. st. 277/2, 277/5. V roce 2018 ÚZSVM v Pardubicích bezúplatně převedl městu Seč pozemek o rozloze 2 306 m² a v účetní hodnotě 84 180 korun; na pozemkové parcele se nachází veřejně přístupná účelová komunikace, která se nacházela ve Fondu dětí a mládeže a byla uváděna v důvodové zprávě sněmovního tisku 734.

## Pamětihodnosti
- Kostel svatého Vavřince na náměstí
- Kaple svatého Jiří
- Zámek Seč
- Zřícenina hradu Oheb – postaven ve 2. pol. 14. století k ochraně majetku vilémovského kláštera, od 15. století opuštěný
- Hrad Vildštejn – postaven počátkem 14. století Hrabíšem z Paběnic; zachovaly se jen zbytky zdí

## Významné osobnosti
- Vincenc Strouhal

## Části města
- Seč

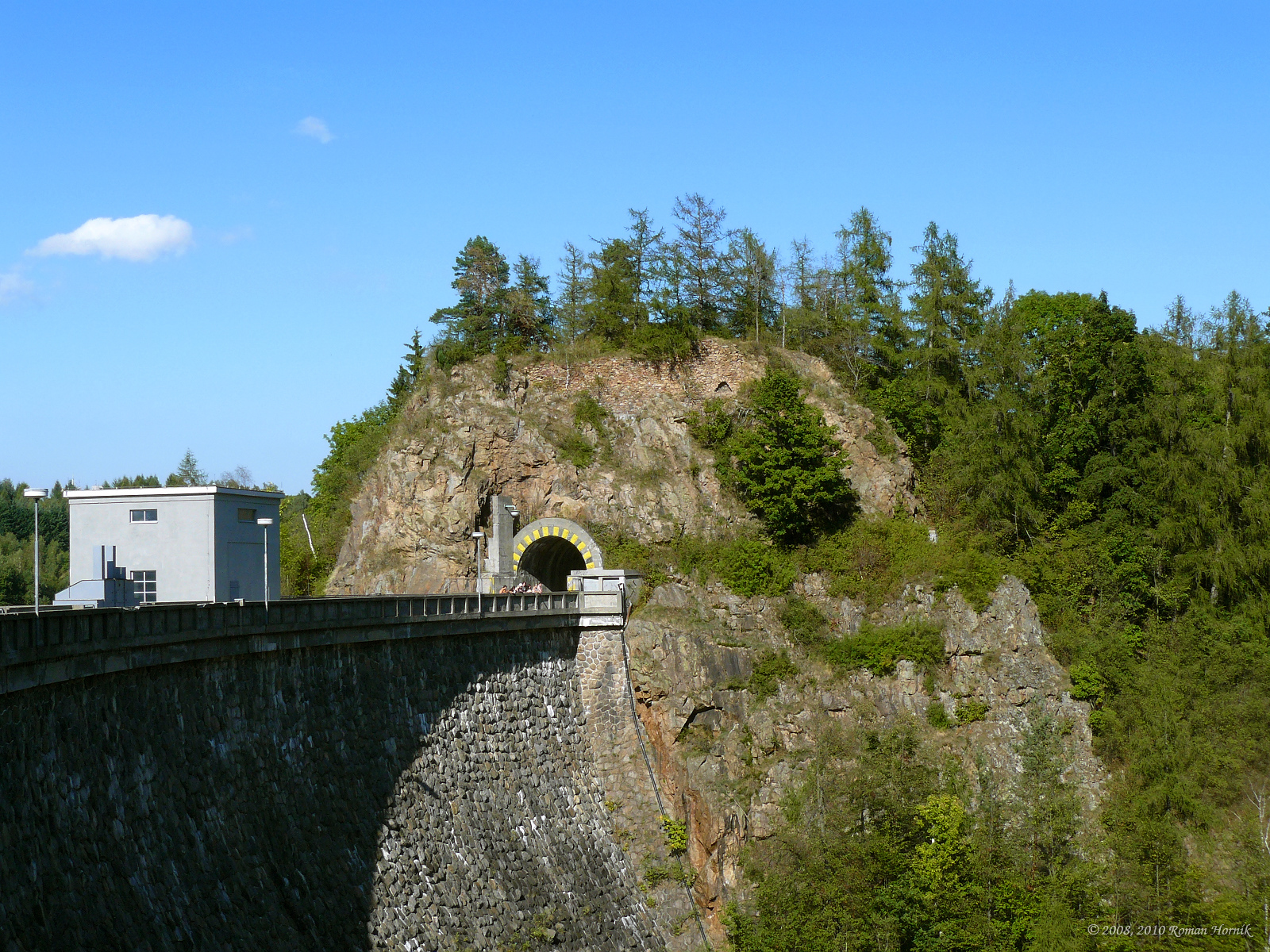
Hráz přehrady, tunel a zřícenina hradu Vildštejn

- Hoješín (včetně osad Horní Ves a Dolní Ves)
- Javorka
- Kraskov
- Počátky (zahrnuje vsi Horní Počátky a Dolní Počátky)
- Proseč
- Prosíčka
- Přemilov
- Ústupky
- Žďárec u Seče
- Leškova Hůrka